# Japansk mård

Japansk mård vid ett vattendrag

Japansk mård (Martes melampus) är ett rovdjur i släktet mårdar, nära släkt med europeisk mård, amerikansk mård och sobel.

## Utseende
Pälsens färg varierar mellan gulbrun och mörkbrun. Vid halsens baksida finns en vit fläck. Liksom hos flera andra mårdar är kroppen långsträckt, extremiteterna korta och svansen yvig. Kroppens längd (huvud och bål) är hos vuxna djur 47 till 54 cm och svanslängden 17 till 23 cm. Med genomsnittligt 1,56 kg är hanarna tydligt tyngre än honorna som når en vikt av 1,01 kg. Allmänt kan vikten variera mellan 0,5 och 1,7 kg.

## Utbredning och habitat
Den japanska mården fanns ursprungligen på Japans tre sydligaste huvudöar (Honshu, Shikoku, Kyushu) och på Tsushimaöarna. För pälsens skull infördes den även på Hokkaido och Sado. Ursprunget för de exemplar som hittats  på Koreahalvön är oklart. Habitatet utgörs huvudsakligen av skogar men arten förekommer ibland i öppen terräng nära människans samhällen.
Djuret vistas från låglänta områden till bergstrakter upp till 2 000 meter över havet.

## Levnadssätt
Det är inte mycket känt om artens levnadssätt. Individerna skapar bon under markytan eller i träd. Där gömmer de sig på dagen och jagar under natten. Varje individ har ett revir som markeras med doftande körtelvätska. Utanför parningstiden lever japanska mårdar ensamma.  Reviren är i genomsnitt 0,6 (honor) till 0,7 km² (hannar) stora och viss överlappning förekommer. Som de flesta mårdar är de allätare som livnär sig av ryggradsdjur som fåglar, mindre däggdjur och grodor, ryggradslösa djur som kräftdjur och insekter, men de äter även bär och frukter.
Parningstiden ligger mellan mars och maj. Mellan juli och augusti föder honan en till fem ungar. Vid födelsen är ungarna blinda och döva men de har redan hår på kroppen. De är självständiga efter cirka fyra månader.

## Hot
Den japanska mården jagas för pälsens skull. För några populationer (till exempel på Hokkaido och Tsushima) finns omfattande skyddsåtgärder. Den på Tsushima förekommande underarten M. m. tsuensis listas av IUCN som sårbar.